# Anna Jurijivna Usenyina
Anna Jurijivna Usenyina (ukránul: Анна Юріївна Ушеніна) (Harkov, 1985. augusztus 30. –) ukrán sakkozó, nemzetközi nagymester, női világbajnok (2012–2013), sakkcsapat olimpiai, világ- és Európa-bajnok, egyéni Európa-bajnok (2016), Ukrajna női bajnoka, Ukrajna többszörös korosztályos országos bajnoka.
2012-ben Ukrajnából elsőként női sakkvilágbajnoki címet szerzett, miután a Hanti-Manszijszkban rendezett kieséses rendszerű világbajnokságon a döntőben legyőzte az exvilágbajnok Antoaneta Sztefanovát. A címet 2013-ban a kínai Hou Ji-fan hódította vissza tőle.
2016-ban a Mamaiában rendezett 17. női sakk-Európa-bajnokságon első helyen végzett.

## Élete és sakkpályafutása
Szülővárosában, Harkovban él. Hétéves korában egy művészeti iskolába íratták be, ahol zenét és festészetet tanult. Ebben az évben tanult meg sakkozni is. Később felvételt nyert az Olimpiai Reménységek Sportiskolájába, ahol 2002-ben végzett. A Harkovi Testnevelési Egyetemen szerzett diplomát.
10 és 20 éves kora között folyamatosan Ukrajna korosztályos bajnoka volt: 1997-ben az U12, 1998-ban és 1999-ben az U14 korosztályban, 15 éves korában már az U20 korosztály között is megszerezte az első helyet, és ezt a sikerét 2002-ben megismételte.
2004-ben a junior sakkvilágbajnokságon az 5. helyen végzett.
2005-ben Ukrajna felnőtt női bajnoka lett, 2006-ban azonos pontszámmal az 1. helyezettel a 2. helyet szerezte meg,  míg 2012-ben holtversenyes első helyezést ért el, és bronzérmet szerzett. 2005-ben az Európa-bajnokságon a 3. helyet szerezte meg, ezt a helyezését 2008-ban holtversenyben 2–3. lett.
2001-ben lett női nemzetközi mester, női nemzetközi nagymester (WGM) 2003 óta, 2007-ben szerezte meg a nemzetközi mesteri fokozatot. A női világbajnokság megnyerésével 2012-ben automatikusan kapta meg a nemzetközi nagymester címet.
2015. januárban az Élő-pontszáma 2486, amellyel a női világranglista 22. helyén áll. Legmagasabb pontszámát 2007. júliusban érte el, amikor 2502 ponttal a világranglista 8. helyét foglalta el.

## Eredményei a sakkvilágbajnokságokon
Először a 2006-os női sakkvilágbajnokságra kvalifikálta magát, ahol az első fordulóban legyőzte a 2004-ben U20 korosztályos világbajnoki címet szerzett Jekatyerina Korbutot, a második körben a később világbajnoki címet nyerő kínai Hszü Jü-hua ütötte el a továbbjutástól.
A 2008-as női sakkvilágbajnokságon egészen a negyeddöntőig jutott, ahol a világbajnoki címet szerző Alekszandra Kosztyenyuk állította meg.
A 2010-es női sakkvilágbajnokságon az első fordulóban kikapott a később az exvilágbajnok Antoaneta Sztefanovát is kiverő kínai Huang Csientől.
2012-es kieséses rendszerű sakkvilágbajnokságon a világranglista 39. helyezettjeként Élő-pontszáma alapján csak 30. kiemeltként indult. A perui Deysi Core, a szlovén színekben induló Anna Muzicsuk, az orosz Natalja Pogonyina, és Nagyezsda Koszinceva, valamint a kínai Csü Ven-csün legyőzésével a döntőig jutott, és a rájátszás után ott is győzni tudott az exvilágbajnok bolgár Antoaneta Sztefanova ellen, ezzel ő lett a női sakkozás 14., és a független Ukrajna első világbajnoka.
2013-ban világbajnoki párosmérkőzésen 5,5–1,5 arányban kikapott Hou Ji-fantól, ezzel a kínai versenyző visszaszerezte 2012-ben elvesztett világbajnoki címét.
Mint női világbajnok, 2013-ban meghívást kapott a férfi sakkvilágbajnokságra, ahol az első fordulóban 3–1 arányban kikapott Peter Szvidlertől.
A 2015-ös női sakkvilágbajnokságon mint exvilágbajnok indulhatott, azonban a második körben kikapott a francia Marie Sebagtól.
A 2017-es női sakkvilágbajnokságon Élő-pontszáma alapján szerzett kvalifikációt, és ezúttal is a második körben esett ki, miután vereséget szenvedett a kínai Tan Csung-jitől.

## Eredményei csapatban
Öt alkalommal játszott az ukrán válogatottban a sakkolimpián, ahol 2006-ban az 1., 2008-ban a 2., 2012-ben és 2014-ben a 3. helyet szerezték meg.
Négy alkalommal szerepelt a női csapatvilágbajnokságon a válogatottban, ahol 2007-ben és 2009-ben a 3. helyen végeztek, míg 2013-ban világbajnokságot nyertek. Egyéniben 2007-ben a 3., 2013-ban a 2. legjobb eredményt érte el.
Öt alkalommal (2005, 2007, 2009, 2011, 2013) szerepelt a sakkcsapat Európa-bajnokságon az ukrán válogatottban, amely 2009-ben a 3., 2013-ban az 1. helyen végzett. Egyéniben 2007-ben és 2011-ben a mezőny legjobb eredményét érte el, míg 2013-ban egyéni bronzérmet szerzett.
2002-ben tagja volt az ifjúsági sakkcsapat Európa-bajnokságon az U18 korosztályos ukrán válogatottnak, amely az 1. helyet szerezte meg. Ugyanott ő a 2. legjobb eredményt érte el a mezőnyben.
Aktív ligajátékos, rendszeresen szerepel Franciaország, Oroszország, Szerbia, Montenegró és Szlovénia csapatbajnokságain. A női bajnokcsapatok Európa Kupájában a Yugra Khanti-Mansyjsk csapatában az első táblán játszva 2013-ban a 2. helyet szerezték meg, 2014-ben egyénileg a 3. legjobb eredményt érte el.

## Kiemelkedő versenyeredményei
- 2001: 1. helyezés, Kijev
- 2002: 1. helyezés, Summer Youth Games, Eupatoria[25]
- 2003: 1. helyezés, Ogyessza
- 2004: 1. helyezés, Rudenko-emlékverseny, Szentpétervár[26]
- 2008: 2. helyezés, North-Ural Cup[27]
- 2008: 2. helyezés, Moscow open Women’s
- 2010: 1. helyezés, Rector’s Cup[28]

## Díjai, elismerései
- 2006: Order of Princess Olga[29] III. fokozat – a női sakkolimpián csapatban elért 1. helyezésért[30]
- 2013: Order of Princess Olga II. fokozat – a sakkvilágbajnoki cím elismeréseként[6][31][32]